# Liguilla Pre-Libertadores 1991 (Chile)
La Liguilla Pre-Libertadores 1991 fue la 17.ª versión de la Liguilla Pre-Libertadores, torneo clasificatorio para Copa Libertadores de América organizado por la Asociación Nacional de Fútbol Profesional. 
El ganador de esta edición fue Universidad Católica, que obtuvo el mayor puntaje en la Liguilla Final, lo que le permitió clasificar a la Copa Libertadores 1992.

## Equipos participantes
Estructurada para desarrollarse en dos etapas. Con seis equipos clasificados, en la primera fase se forman tres parejas, estructuradas de acuerdo a la posición geográfica, para jugar partidos de ida y vuelta. De estos dúos clasifican los tres primeros (con mejor puntaje) y el cuarto será el mejor segundo.
En esta segunda parte los cuatro equipos jugarán una liguilla todos contra todos. 
Como Colo Colo tiene su participación asegurada en su calidad de campeón de la Copa Libertadores del año 1991, cede su cupo clasificatorio ganado en el torneo de Primera División 1991 al equipo que se registró subcampeón, Coquimbo Unido.  
| Equipo               | Vía de clasificación                               |
| -------------------- | -------------------------------------------------- |
| Universidad Católica | Tercer lugar de la Primera División de Chile 1991  |
| O'Higgins            | Cuarto lugar de la Primera División de Chile 1991  |
| Fernández Vial       | Quinto Lugar de la Primera División de Chile 1991  |
| Cobreloa             | Sexto Lugar de la Primera División de Chile 1991   |
| Deportes Concepción  | Séptimo lugar de la Primera División de Chile 1991 |
| Deportes Antofagasta | Octavo Lugar de la Primera División de Chile 1991  |

## Desarrollo Pre-Liguilla
Primera Llave
| Eliminatoria Liguilla Pre-Libertadores 1991 1ª Fase; 26 de diciembre de 1991 | Deportes Antofagasta | 0:0 | Cobreloa | Estadio Regional, Antofagasta                            |  |
|                                                                              |                      |     |          | Asistencia: 9.684 espectadores Árbitro(s): Hernán Silva. |  |

| Eliminatoria Liguilla Pre-Libertadores 1991 1ª Fase; 29 de diciembre de 1991 | Cobreloa            | 1:3 (0:1) (Global 1:3) | Deportes Antofagasta | Estadio Municipal, Calama                                |                                                          |
|                                                                              | Figueroa 86' (pen.) |                        | 29', 69', 81' Cruz   | Asistencia: 5.556 espectadores Árbitro(s): Carlos Robles | Asistencia: 5.556 espectadores Árbitro(s): Carlos Robles |
| Clasifica Deportes Antofagasta.                                              |                     |                        |                      |                                                          |                                                          |

Segunda Llave
| Eliminatoria Liguilla Pre-Libertadores 1991 1ª Fase; 26 de diciembre de 1991 | O'Higgins   | 1:0 (1:0) | Universidad Católica | Estadio El Teniente, Rancagua                             |                                                           |
|                                                                              | De Luca 34' |           |                      | Asistencia: 8.907 espectadores Árbitro(s): Gastón Castro. | Asistencia: 8.907 espectadores Árbitro(s): Gastón Castro. |

| Eliminatoria Liguilla Pre-Libertadores 1991 1ª Fase; 29 de diciembre de 1991                            | Universidad Católica | 1:1 (0:1) (Global 1:2) | O'Higgins  | Estadio San Carlos de Apoquindo, Santiago                  |                                                            |
| | Reinoso 70'          |                        | 25' Moyano | Asistencia: 15.252 espectadores Árbitro(s): Enrique Marín. | Asistencia: 15.252 espectadores Árbitro(s): Enrique Marín. |
| Clasifica O'Higgins. Clasifica Universidad Católica como el mejor segundo de las parejas eliminatorias. |                      |                        |            |                                                            |                                                            |

Tercera Llave
| Eliminatoria Liguilla Pre-Libertadores 1991 1ª Fase; 26 de diciembre de 1991 | Deportes Concepción | 1:0 (0:0) | Fernández Vial | Estadio Regional, Concepción                             |                                                          |
|                                                                              | Hurtado 55'         |           |                | Asistencia: 11.761 espectadores Árbitro(s): Víctor Ojeda | Asistencia: 11.761 espectadores Árbitro(s): Víctor Ojeda |

| Eliminatoria Liguilla Pre-Libertadores 1991 1ª Fase; 29 de diciembre de 1991 | Fernández Vial               | 2:2 (1:2) (Global 2:3) | Deportes Concepción         | Estadio Regional, Concepción                                    |                                                                 |
|                                                                              | Amatti 9' (pen.), 88' (pen.) |                        | 7' Castillo · 20' Lee Chong | Asistencia: 13.362 espectadores Árbitro(s): Salvador Imperatore | Asistencia: 13.362 espectadores Árbitro(s): Salvador Imperatore |
| Clasifica Deportes Concepción.                                               |                              |                        |                             |                                                                 |                                                                 |

El último equipo clasificado es Universidad Católica, como el mejor segundo de las tres parejas eliminatorias.

## Desarrollo Liguilla Clasificatoria
Primera Fecha
| Liguilla Pre-Libertadores 1991 1º fecha; 2 de enero de 1992 | Universidad Católica                     | 3:1 (1:0) | Deportes Concepción | Estadio Nacional, Santiago                                       |                                                                  |
|                                                             | Contreras 40' · Tupper 67' · Reinoso 76' |           | 86' Pérez           | Asistencia: 18.022 espectadores Árbitro(s): Hernán Silva (Chile) | Asistencia: 18.022 espectadores Árbitro(s): Hernán Silva (Chile) |

| Liguilla Pre-Libertadores 1991 1º fecha; 2 de enero de 1992 | O'Higgins          | 1:0 (0:0) | Deportes Antofagasta | Estadio Nacional, Santiago                                        |                                                                   |
|                                                             | De Luca 69' (pen.) |           |                      | Asistencia: 18.022 espectadores Árbitro(s): Iván Guerrero (Chile) | Asistencia: 18.022 espectadores Árbitro(s): Iván Guerrero (Chile) |

Segunda Fecha
| Liguilla Pre-Libertadores 1991 2º fecha; 4 de enero de 1992 | O'Higgins  | 1:1 (0:0) | Deportes Concepción | Estadio Nacional, Santiago                                        |                                                                   |
|                                                             | Baroni 60' |           | 76' Castillo        | Asistencia: 18.841 espectadores Árbitro(s): Enrique Marín (Chile) | Asistencia: 18.841 espectadores Árbitro(s): Enrique Marín (Chile) |

| Liguilla Pre-Libertadores 1991 2º fecha; 4 de enero de 1992 | Universidad Católica                      | 3:1 (1:1) | Deportes Antofagasta | Estadio Nacional, Santiago                                              |                                                                         |
|                                                             | Contreras 19' · Reinoso 70' · Barrera 87' |           | 34' Olivera          | Asistencia: 18.841 espectadores Árbitro(s): Salvador Imperatore (Chile) | Asistencia: 18.841 espectadores Árbitro(s): Salvador Imperatore (Chile) |

Tercera Fecha 3
| Liguilla Pre-Libertadores 1991 3º fecha; 6 de enero de 1992 | Deportes Antofagasta       | 2:0 (1:0) | Deportes Concepción | Estadio Nacional, Santiago                               |                                                          |
|                                                             | Letelier 38' · Salgado 69' |           |                     | Asistencia: 27.686 espectadores Árbitro(s): Víctor Ojeda | Asistencia: 27.686 espectadores Árbitro(s): Víctor Ojeda |

| Liguilla Pre-Libertadores 1991 3º fecha; 6 de enero de 1992 | Universidad Católica        | 2:0 (1:0) | O'Higgins | Estadio Nacional, Santiago                                              |                                                                         |
|                                                             | Contreras 22' · Reinoso 84' |           |           | Asistencia: 27.686 espectadores Árbitro(s): Salvador Imperatore (Chile) | Asistencia: 27.686 espectadores Árbitro(s): Salvador Imperatore (Chile) |

## Tabla de posiciones
| Pos | Equipo               | PJ | PG | PE | PP | GF | GC | Dif | Pts |
| --- | -------------------- | -- | -- | -- | -- | -- | -- | --- | --- |
| 1   | Universidad Católica | 3  | 3  | 0  | 0  | 8  | 2  | 6   | 6   |
| 2   | O'Higgins            | 3  | 1  | 1  | 1  | 2  | 3  | -1  | 3   |
| 3   | Deportes Antofagasta | 3  | 1  | 0  | 2  | 3  | 4  | -1  | 2   |
| 4   | Deportes Concepción  | 3  | 0  | 1  | 2  | 2  | 6  | -4  | 1   |

PJ=Partidos jugados; PG=Partidos ganados; PE=Partidos empatados; PP=Partidos perdidos; GF=Goles a favor; GC=Goles en contra; Dif=Diferencia de gol; Pts=Puntos
|  | Clasifica a la Copa Libertadores 1992 |

## Ganador
| Chile                                   |
| Ganador Universidad Católica            |
| Clasificado a la Copa Libertadores 1992 |